# Circe Almánzar Melgen
Circe Almánzar Melgen es una Doctora en Derecho y líder empresarial dominicana, cuyos  aportes a importantes procesos de reforma de la República Dominicana, desde su posición como Vicepresidenta Ejecutiva de la Asociación de Industrias (AIRD), la han posicionado como una de las mujeres dominicanas más influyentes de su país.

## Formación
Almánzar Melgen hizo su doctorado en Derecho en la UNIBE, con una  maestría en derecho empresarial y legislación económica y un posgrado en alta dirección. Ha realizado varios cursos de negociación y percepción de la Universidad de Harvard,y de Dirección de Organizaciones Empresariales en el ILGO, el Incae y en el CEOE de España. En la Universidad de Barcelona realizó cursos de formación política.

## Trayectoria
En enero de 1993 inició su carrera en el sector empresarial como Directora Ejecutiva de la Asociación Nacional de Jóvenes Empresarios (ANJE), con tan solo 23 años. Desde el año 2006, funge como Vicepresidenta Ejecutiva de la Asociación de Industrias de la República Dominicana, Inc. (AIRD), institución que reúne a las más importantes empresas del sector industrial dominicano.
Se ha destacado por su participación en las reformas legales más importante de la República Dominicana, que incluyen las reformas al Código de Trabajo de la República Dominicana, reformas judiciales, de modernización del Estado, fiscales, electorales, de seguridad social, arancelarias y constitucionales. Fue la principal promotora de la Ley de Competitividad e Innovación Industrial aprobada en diciembre de 2007. 
Es la Vicepresidenta del Consejo Nacional de Seguridad Social, Miembro Consejo Económico y Social, Miembro del Consejo Directivo de Pro industria y de la Comisión de Acción Sectorial Industrial del Consejo Nacional de Competitividad.